# Lev Rogi
Lev Rogi je otroška pravljica, ki jo je napisal Igor Plohl. Izšla je leta 2009 pri Založbi Pivec.

## Povzetek
Zgodba govori o levu Rogiju, ki se nekega dne odpravi staršem popravit domovanje. Pri popravljanju pade iz lestve. Odpeljejo ga v bolnišnico, kjer izve, da nikoli več ne bo mogel hoditi in da je postal paraplegik. Kljub izgubi sposobnosti hoje gre svojim ciljem naproti in ne obupa. Pri tem mu pomagajo tudi prijatelji.

## Nastanek
Pravljica Lev Rogi je nastala ob dobrodelni prireditvi po vrnitvi pisatelja iz rehabilitacije-v začetku marca 2009, ki so jo za Igorja Plohla pripravili njegovi nekdanji učenci in njihovi starši. Z njo je želel otrokom povedati svojo življenjsko zgodbo. Otroci so narisali še ilustracije in nastala je slikanica.

## Analiza
Lev Rogi (2009) je kratka sodobna pravljica za otroke, ki ima veliko avtobiografskih značilnosti. Podnaslov pravljice je Sreča v nesreči.
Že ime glavnega književnega lika (Rogi) predstavlja pisateljevo identiteto. Če Rogi preberemo nazaj dobimo ime Igor.
Stranski književni osebi sta srna Kata in leopard Vinko. Zgodba je v celoti personificirana, saj se živali v njej obnašajo kot ljudje. 
Pravljičen je začetek, saj se začne z: »Nekega dne se je lev Rogi odpravil domov …« Temu  kmalu sledi zaplet, ko lev Rogi pade iz lestve in se poškoduje. Vrh zgodbe pa predstavlja Rogijevo spoznanje, da je postal paraplegik. Njegovo življenje se s časom izboljšuje. Kar lahko, postori sam, pri nekaterih stvareh pa mu pomagajo prijatelji. Slednji imajo v zgodbi velik pomen.
Zaključek je optimističen. Lahko bi ga primerjali z ljudsko pravljico, saj nam pove, kaj se dogaja danes: «Danes lev Rogi spet opravlja svoj poklic…« 